# Leokadia Poczykowska
Leokadia Poczykowska, lit. Leokadija Počikovska-Janušauskienė  (ur. 24 września 1955 w Krewie) – litewska polityk i samorządowiec, działaczka mniejszości polskiej na Litwie, w latach 2004–2008 posłanka na Sejm Republiki Litewskiej, wiceminister rolnictwa.

## Życiorys
W wieku 3 lat przeniosła się z rodziną do Wilna, gdzie w 1992 na Uniwersytecie Wileńskim ukończyła studia ekonomiczne. Wcześniej od 1972 do 1993 pracowała w instytucji naukowo- badawczej wzornictwa technicznego.
Przystąpiła do Związku Polaków na Litwie. Od 1995 działała w Akcji Wyborczej Polaków na Litwie, była m.in. wiceprzewodniczącą tej organizacji. Z jej ramienia sprawowała w latach 1995–2004 mandat radnej rejonu wileńskiego, pełniła w tym okresie funkcję jego starosty.
W 2004 wybrano ją do Sejmu w okręgu Wilno-Szyrwinty, w parlamencie związała się z frakcją ludową Kazimiery Prunskienė. W grudniu 2007 odeszła z AWPL, krytykując autorytarny w jej ocenie styl sprawowania władzy przez Waldemara Tomaszewskiego. W wyborach do Sejmu w 2008 startowała bez powodzenia z ramienia Litewskiego Ludowego Związku Chłopskiego, uzyskując w okręgu Wilno-Szyrwinty 4,11% głosów w I turze. W rządzie Algirdasa Butkevičiusa została wiceministrem rolnictwa. Funkcję tę pełniła przez dwa lata. W 2017 powołana na doradcę ministra w tym resorcie.